# Ihab asz-Szarif
Ihab asz-Szarif (ur. 1954, zm. w lipcu 2005) – egipski dyplomata w Iraku, pierwszy od 1991 roku ambasador Egiptu w Iraku.
Ihab asz-Szarif był chargé d’affaires w Izraelu oraz wiceministrem spraw zagranicznych Egiptu ds. Bliskiego Wschodu. Po obaleniu reżimu Saddama Husajna Egipt był pierwszym krajem, który wysłał swojego przedstawiciela do Iraku. Ihab asz-Szarif sprawował funkcję ambasadora Egiptu w Iraku od czerwca 2005 roku.
Ihab asz-Szarif został porwany 3 lipca 2005 roku, kiedy wysiadł ze swojego samochodu w Bagdadzie, aby kupić gazetę. 5 lipca organizacja terrorystyczna Al-Ka’ida w Iraku, na czele z Abu Musabem az-Zarkawim potwierdziła, że to ona ponosi odpowiedzialność za to porwanie. 7 lipca 2005 roku Al-Ka’ida poinformowała w Internecie, że zamordowała szefa misji egipskiej w Iraku. Jak poinformowali terroryści wydany z woli Boga wyrok przeciwko ambasadorowi niewiernych, ambasadorowi Egiptu, został wykonany. Bogu niech będą dzięki. Miała to być kara dla Egiptu za wspieranie państw stabilizujących sytuację w Iraku.